# Polyrhabdina brasili
Polyrhabdina brasili is een soort in de taxonomische indeling van de Myzozoa, een stam van microscopische parasitaire dieren. Het organisme komt uit het geslacht Polyrhabdina en behoort tot de familie Lecudinidae. Polyrhabdina brasili werd in 1914 ontdekt door Caullery & Mesnil.